# Đội tuyển bóng đá quốc gia Maroc
Đội tuyển bóng đá quốc gia Maroc, có biệt danh "Những chú sư tử Atlas", là đội tuyển đại diện cho Maroc tại các giải đấu bóng đá nam quốc tế. Đội được quản lý bởi Liên đoàn bóng đá Hoàng gia Maroc (FRMF), là thành viên của cả FIFA và Liên đoàn bóng đá châu Phi (CAF). Màu sắc của đội là đỏ và xanh lá cây.
Những danh hiệu đáng chú ý của Maroc cho đến nay là một chức vô địch Cúp bóng đá châu Phi 1976, hai chức vô địch Giải vô địch các quốc gia châu Phi và một chức vô địch FIFA Arab Cup. Đội đã có sáu lần tham dự Giải vô địch bóng đá thế giới. Đội đã làm nên lịch sử vào năm 1986, khi là đội tuyển quốc gia châu Phi đầu tiên đứng đầu một bảng tại World Cup và lần đầu tiên lọt vào vòng loại trực tiếp, vòng 16 đội. Tuy nhiên, đội thua Tây Đức với tỷ số 0–1.
Maroc đã thách thức mọi kỳ vọng tại Giải vô địch bóng đá thế giới 2022, đứng đầu bảng đấu có đương kim á quân Croatia và đánh bại các đội có thứ hạng cao như Bỉ, Tây Ban Nha và Bồ Đào Nha. Qua đó, Maroc trở thành đội tuyển quốc gia châu Phi đầu tiên lọt vào bán kết và là đội thứ ba từng lọt vào bán kết không thuộc UEFA hoặc CONMEBOL (sau Hoa Kỳ vào năm 1930 và Hàn Quốc vào năm 2002). Đội đã bị loại bởi đương kim vô địch và á quân sau đó là Pháp, rồi đứng thứ tư chung cuộc sau trận tranh hạng ba với Croatia, đây là thành tích tốt nhất trong lịch sử của đội tại World Cup.
Những chú sư tử Atlas được xếp hạng 10 trong Bảng xếp hạng thế giới của FIFA vào tháng 4 năm 1998. Đội được FIFA xếp hạng là đội tuyển quốc gia hàng đầu châu Phi trong ba năm liên tiếp, từ 1997 đến 1999. Tính đến tháng 12 năm 2022, Maroc trở thành đội tuyển quốc gia hạng 11 trên thế giới.

## Lịch sử

### Thời kỳ trước độc lập

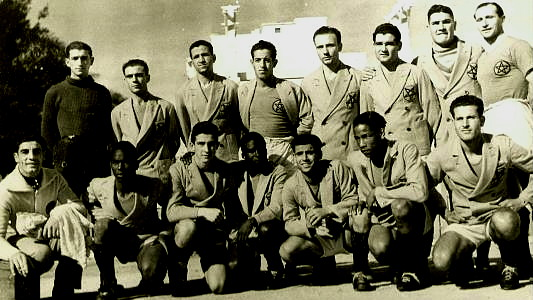
Đội tuyển bóng đá quốc gia Maroc năm 1942 với huyền thoại Larbi Benbarek (1917–1992)

Đội tuyển quốc gia Maroc được thành lập vào năm 1928 và chơi trận đầu tiên vào ngày 22 tháng 12 năm đó trước đội B của Pháp, để thua với tỉ số 1–2. Đội này được thành lập bởi những cầu thủ xuất sắc nhất của LMFA (người định cư hoặc người bản địa), đã tích cực tham gia các trận giao hữu với các đội Bắc Phi khác như đội của Algérie và Tunisia. Các hiệp hội gồm các câu lạc bộ định cư và các cầu thủ bóng đá địa phương, ngoài việc có chức vô địch của riêng họ, đã đụng độ với nhau trong một giải đấu mà Maroc đã vô địch nhiều lần, chẳng hạn như vào các năm 1948–1949.
LMFA cũng đối đầu với một số đội câu lạc bộ như NK Lokomotiva Zagreb vào tháng 1 năm 1950, cũng như France A và France B. Đối đầu với France A, LMFA đã hòa 1–1 tại Casablanca vào năm 1941.
Vào ngày 9 tháng 9 năm 1954, một trận động đất xảy ra ở vùng Orléansville của Algérie (nay là Chlef), gây ra sự tàn phá cho thành phố và cái chết của hơn 1.400 người. Ngày 7 tháng 10 năm 1954, Liên đoàn bóng đá Pháp và người dân Maghreb đã tổ chức một trận đấu từ thiện nhằm gây quỹ cho các gia đình nạn nhân của sự kiện thảm khốc. Trong trận đấu được tổ chức tại Parc de Princes ở Paris, một đội gồm người Maroc, người Algérie và người Tunisia thi đấu với đội tuyển quốc gia Pháp. Được dẫn dắt bởi ngôi sao Larbi Benbarek, tuyển Maghreb đã giành chiến thắng 3–2, một tháng trước cuộc tấn công của Toussaint Rouge bởi Mặt trận Giải phóng Quốc gia Algérie đánh dấu sự khởi đầu của Chiến tranh Algérie.

### Sự khởi đầu của Maroc (1955–1963)

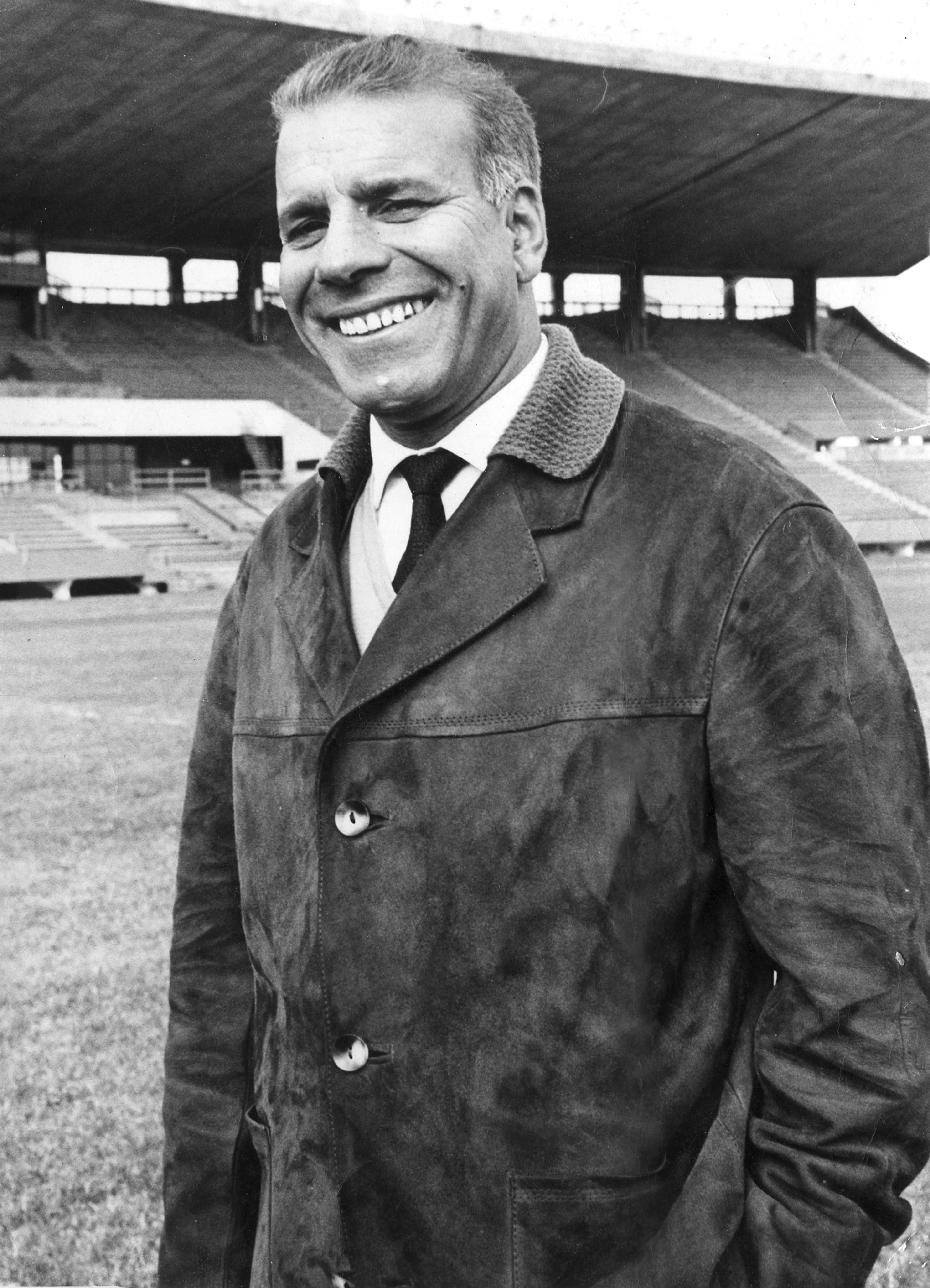
Mohamed Massoun (1912–1983) huấn luyện viên Maroc vào những năm 1960

Năm 1955, Liên đoàn bóng đá Hoàng gia Maroc được thành lập, khi kết thúc chế độ bảo hộ Maroc của Pháp, tồn tại từ năm 1912.
Vào ngày 19 tháng 10 năm 1957, tại Đại hội Thể thao Liên Ả Rập lần thứ 2 ở Liban, Maroc ra mắt với tư cách là một quốc gia độc lập trước Iraq, hòa 3–3 tại Sân vận động Thành phố Thể thao Camille Chamoun. Tại giải đấu, Maroc đã có trận thắng đầu tiên trong lịch sử trước Libya với tỉ số 5–1, sau đó đánh bại Tunisia 3–1 để vào bán kết. Sau trận hòa 1–1 với Syria, các lá thăm được bốc để quyết định đội nào sẽ vào chung kết, và Syria là đội được chọn. Maroc rút lui khỏi trận play-off tranh hạng ba với Liban và đứng thứ tư chung cuộc.
Từ năm 1957 đến năm 1958, Maroc tổ chức nhiều trận giao hữu với đội Mặt trận Giải phóng Quốc gia, đại diện của Algérie trước khi nước này giành độc lập vào năm 1958. Năm 1959, đội lần đầu tiên tham gia vòng loại của một giải đấu quốc tế, vòng loại môn bóng đá nam Thế vận hội Mùa hè 1960 tại Roma. Được xếp cùng bảng với Tunisia và Malta, Maroc đứng thứ hai nhờ hiệu số bàn thắng bại và không thể đi tiếp. Cùng năm đó, Liên đoàn bóng đá Maroc gia nhập FIFA.
Năm 1960, Maroc lần đầu tiên tham dự vòng loại World Cup. Ở vòng đầu tiên, Maroc thắng trận lượt đi với tỉ số 2–1 trước Tunisia, nhưng lại để thua 1–2 ở trận lượt về. Hòa 3–3 sau 2 lượt trận, hai đội bước vào trận play-off được tổ chức ở Palermo, Ý nhưng vẫn hòa, vì vậy tung đồng xu được sử dụng để xác định đội đi tiếp. Maroc đã giành chiến thắng và sau đó đánh bại Ghana với tỷ số chung cuộc 1–0 để lọt vào vòng play-off liên lục địa. Maroc thua chung cuộc 2–4 sau 2 lượt trận trước Tây Ban Nha, do đó không thể vượt qua vòng loại để góp mặt tại World Cup 1962.
Năm 1961, Maroc tổ chức Đại hội Thể thao Liên Ả Rập và vô địch giải đấu, thắng cả năm trận của mình. Trận đấu thứ ba gặp Ả Rập Xê Út, là chiến thắng đậm nhất từ trước đến nay của Maroc với tỉ số 13–1. Đội cũng giành được hai chiến thắng đầu tiên trước một đội châu Âu, đánh bại Đông Đức 2–1 và 2–0.
Năm 1963, Maroc tiến gần đến vòng loại cho Cúp bóng đá châu Phi. Trong trận play-off quyết định với Tunisia, đội đã nhận thất bại 1–4 tại Tunis và thắng 4–2 trên sân nhà, qua đó bị loại với tổng tỉ số 5–6. Tại Đại hội thể thao Địa Trung Hải ở Napoli năm 1963, đội cán đích thứ tư sau thất bại 2–1 trong trận tranh hạng ba trước đội dự bị của Tây Ban Nha.

### Lần đầu tiên xuất hiện trong các giải đấu quốc tế (1963–1976)

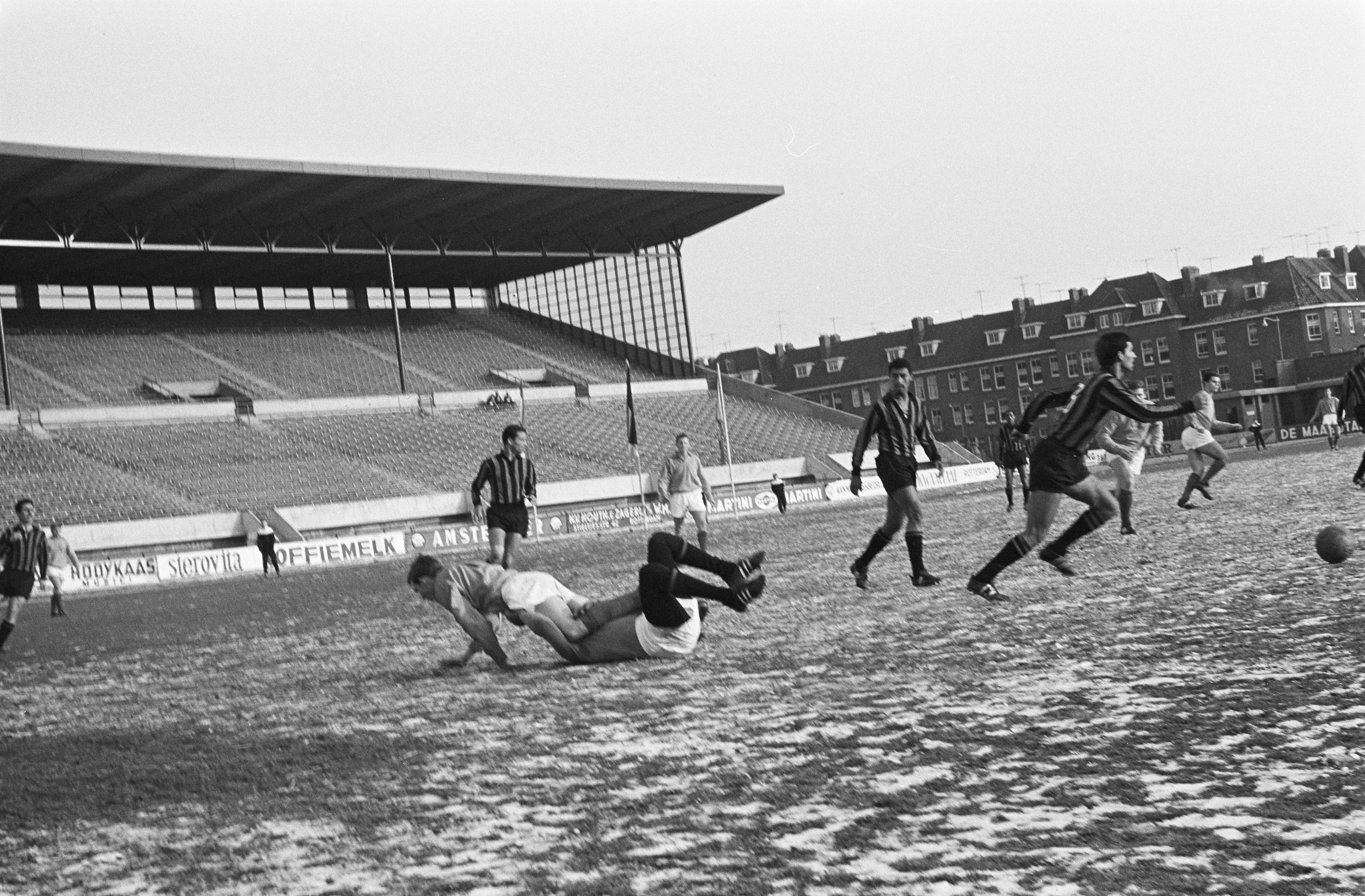
Maroc đối đầu Hà Lan năm 1964

Maroc lần đầu tiên tham dự vòng chung kết của một giải đấu quốc tế tại Thế vận hội Tokyo 1964. Vượt qua vòng loại dưới sự dẫn dắt của huấn luyện viên Mohamed Massoun, Maroc được xếp vào nhóm ba đội do Triều Tiên rút lui. Maroc thua cả hai trận trước Hungary (0–6, trận thua đậm nhất của đội) và Nam Tư (1–3, mặc dù đã dẫn trước ở phút thứ hai nhờ công của Ali Bouachra).
Năm 1966, Hiệp hội bóng đá Maroc gia nhập Liên đoàn bóng đá châu Phi và có thể tham gia các giải đấu do CAF tổ chức.
Tại vòng loại cho Thế vận hội Mùa hè 1968, Maroc đã từ chối thi đấu với Israel, và cuối cùng bị thay thế bởi Ghana.
Năm 1968 và 1969, đội tham dự vòng loại World Cup 1970 tại Mexico. Đội đã thắng Sénégal (1–0) trong trận ra mắt và hòa Tunisia. Ở vòng cuối cùng của vòng loại gặp Sudan và Nigeria, Maroc giành được 5 điểm, xếp trên Nigeria và lần đầu tiên lọt vào vòng chung kết của một giải vô địch thế giới. Ngay sau đó, Maroc thua trận play-off quyết định suất vào vòng chung kết Cúp bóng đá châu Phi 1970 trước Algérie.
Do đó, Maroc đã trở thành đội tuyển quốc gia châu Phi đầu tiên đủ điều kiện tham dự giải vô địch thế giới sau khi thi đấu ở một giải đấu loại trực tiếp. Maroc do huấn luyện viên Nam Tư Blagoje Vidinić dẫn dắt, bao gồm toàn bộ các cầu thủ ở giải đấu Maroc, trong đó có Driss Bamous và Ahmed Faras.
Vào ngày 3 tháng 6 năm 1970, trong trận đấu với Tây Đức, Maroc đã bất ngờ mở tỷ số bằng bàn thắng ở phút thứ 21 của trận đấu do công của Houmane Jarir. Tuy nhiên, trong hiệp hai, Tây Đức đã ghi hai bàn nhờ công của Uwe Seeler và Gerd Müller, qua đó lội ngược dòng giành chiến thắng 2–1. Những chú sư tử Atlas sau đó có trận đấu với Peru. Lần này, Maroc để thủng lưới ba bàn sau mười phút và thua chung cuộc 0–3. Vào ngày 11 tháng 6 năm 1970, Maroc đã bị loại sau khi hòa Bulgaria 1–1, với bàn thắng trong trận đấu thứ sáu mươi của Maouhoub Ghazouani. Đó là điểm đầu tiên mà một đội tuyển quốc gia châu Phi giành được tại World Cup.
Tại vòng loại Cúp bóng đá châu Phi 1972, Những chú sư tử Atlas đã đánh bại Algerié, sau đó họ chạm trán Ai Cập, để thua 0–3 ở trận lượt đi nhưng thắng 3–2 ở lượt về, qua đó có lần đầu tiên vượt qua vòng loại cho vòng chung kết của giải đấu cấp châu lục. Ở vòng bảng, họ có ba trận hòa 1–1 trước Congo, Sudan và Zaire, bị loại ngay từ vòng đầu tiên. Cả ba bàn thắng của Maroc đều do công của Ahmed Faras.
Vòng loại Thế vận hội Mùa hè 1972, Maroc ra mắt ở Bảng A với trận hòa không bàn thắng trước Hoa Kỳ, sau đó thua 0–3 trước chủ nhà Tây Đức và đánh bại Malaysia 6–0 với cú hat-trick của Faras, qua đó lọt vào vòng thứ hai. Do thất bại trước Liên Xô (0–3), Đan Mạch (1–3) và Ba Lan (0–5), đội đã bị loại khỏi giải đấu, xếp cuối bảng. Cho đến nay, kết quả này vẫn là thành tích tốt nhất của Những chú sư tử Atlas tại giải bóng đá Olympic.
Tại vòng loại World Cup 1974, Maroc đã xuất sắc vượt qua 3 vòng loại trước khi lọt vào vòng chung kết cùng với Zambia và Zaire. Để thua 0–4 trước Zambia ở lượt đi, Maroc đã lội ngược dòng ở lượt về, đánh bại chính đối thủ với tỷ số 2–0 trên sân nhà. Sau đó, họ tiếp Zaire trong trận thứ ba nhưng để thua 0–3, để thủng lưới cả ba bàn trong hiệp hai, với việc Faras rời sân vì chấn thương. Maroc đã đệ đơn kháng cáo, cố gắng để trận đấu được tổ chức lại, nhưng đã bị FIFA bác bỏ yêu cầu. Để phản đối, Maroc đã rút lui khỏi vòng loại khiến Những chú sư tử Atlas bỏ lỡ trận đấu cuối cùng trên sân nhà với Zaire. FIFA đã trao cho Zaire chiến thắng 2–0, qua đó đội tuyển này có lần đầu vượt qua vòng loại của một kỳ World Cup. Vì lý do tương tự, Maroc cũng quyết định không tham dự vòng loại Cúp bóng đá châu Phi 1974.
Năm 1974, Maroc chỉ chơi hai trận, đều gặp Algérie, giành chiến thắng 2–0 và hòa 0–0. Maroc sau đó tiếp tục tham dự các giải đấu thường xuyên của FIFA và CAF, đủ điều kiện tham dự Cúp bóng đá châu Phi 1976 khi loại Ghana ở vòng cuối cùng, nhưng không đủ điều kiện tham dự Thế vận hội Mùa hè 1976 vì bị Nigeria loại.

### Giữa những thành công và thất bại (1976–1986)
Maroc, do Virgil Mărdărescu người Romania huấn luyện và Faras làm đội trưởng, đã lên đỉnh châu lục tại Cúp bóng đá châu Phi 1976, trong lần thứ hai tham gia giải đấu. Ahmed Makrouh đã ghi bàn thắng trong trận đấu cuối cùng để gỡ hòa 1–1, giúp Maroc có chiếc cúp đầu tiên và cho đến nay là chiếc cúp duy nhất trong lịch sử.
Sau khi không đủ điều kiện tham dự Giải vô địch bóng đá thế giới 1974, đội cũng không lọt vào vòng chung kết năm 1978 và năm 1982. Tại Cúp bóng đá châu Phi 1978, đội bị loại ngay từ vòng đầu tiên, trong khi tại Cúp bóng đá châu Phi 1980, đội giành vị trí thứ ba khi đánh bại Ai Cập với tỷ số 2–0. Sau đó, đội vô địch Thế vận hội Địa Trung Hải 1983 trên sân nhà với chiến thắng 3–0 trong trận chung kết trước Thổ Nhĩ Kỳ B.
Maroc không đủ điều kiện tham dự Cúp bóng đá châu Phi 1982 và 1984. Tại Cúp bóng đá châu Phi 1986, đội về đích ở vị trí thứ tư, bị Bờ Biển Ngà đánh bại với tỉ số 3–2 trong trận tranh hạng ba.

### Thế hệ vàng (1986–2000)
Maroc vượt qua vòng loại Giải vô địch bóng đá thế giới 1986 diễn ra ở Mexico, và bất ngờ giành vị trí dẫn đầu trong bảng đấu có Bồ Đào Nha, Anh và Ba Lan, bao gồm hai trận hòa trước Anh và Ba Lan cùng với chiến thắng 3–1 trước Bồ Đào Nha. Tuy nhiên, họ đã bị Tây Đức loại trong gang tấc ở vòng loại trực tiếp đầu tiên nhờ bàn thắng của Lothar Matthäus một phút sau khi hết thời gian quy định. Maroc trở thành đội tuyển quốc gia châu Phi và Ả Rập đầu tiên vượt qua vòng đầu tiên của World Cup.
Hai năm sau, Maroc góp mặt tại Cúp bóng đá châu Phi 1988 với tư cách là nước chủ nhà với nhiều kỳ vọng. Sau khi giành chiến thắng ở vòng đầu tiên, họ bị loại ở bán kết bởi Cameroon và đứng ở vị trí thứ 4 sau khi thua trận tranh hạng ba trước Algérie (1–1 sau 120 phút và 3–4 sau loạt sút luân lưu).
Việc không đủ điều kiện tham dự Giải vô địch bóng đá thế giới 1990 đã mở ra một thời kỳ khủng hoảng. Tại Cúp bóng đá châu Phi 1992, đội đã bị loại ngay từ vòng đầu tiên. Sau đó, đội không tham dự các giải đấu Cúp châu Phi 1994 và 1996. Tuy nhiên, đội đã đủ điều kiện tham dự World Cup 1994 tại Hoa Kỳ và giải đấu 1998 tại Pháp.
Tại Cúp bóng đá châu Phi 1998, sau khi giành vị trí dẫn đầu trong bảng đấu của mình, Maroc đã bị loại ở tứ kết trước Nam Phi (thua 1–2).

### Những năm khó khăn (2004–2017)

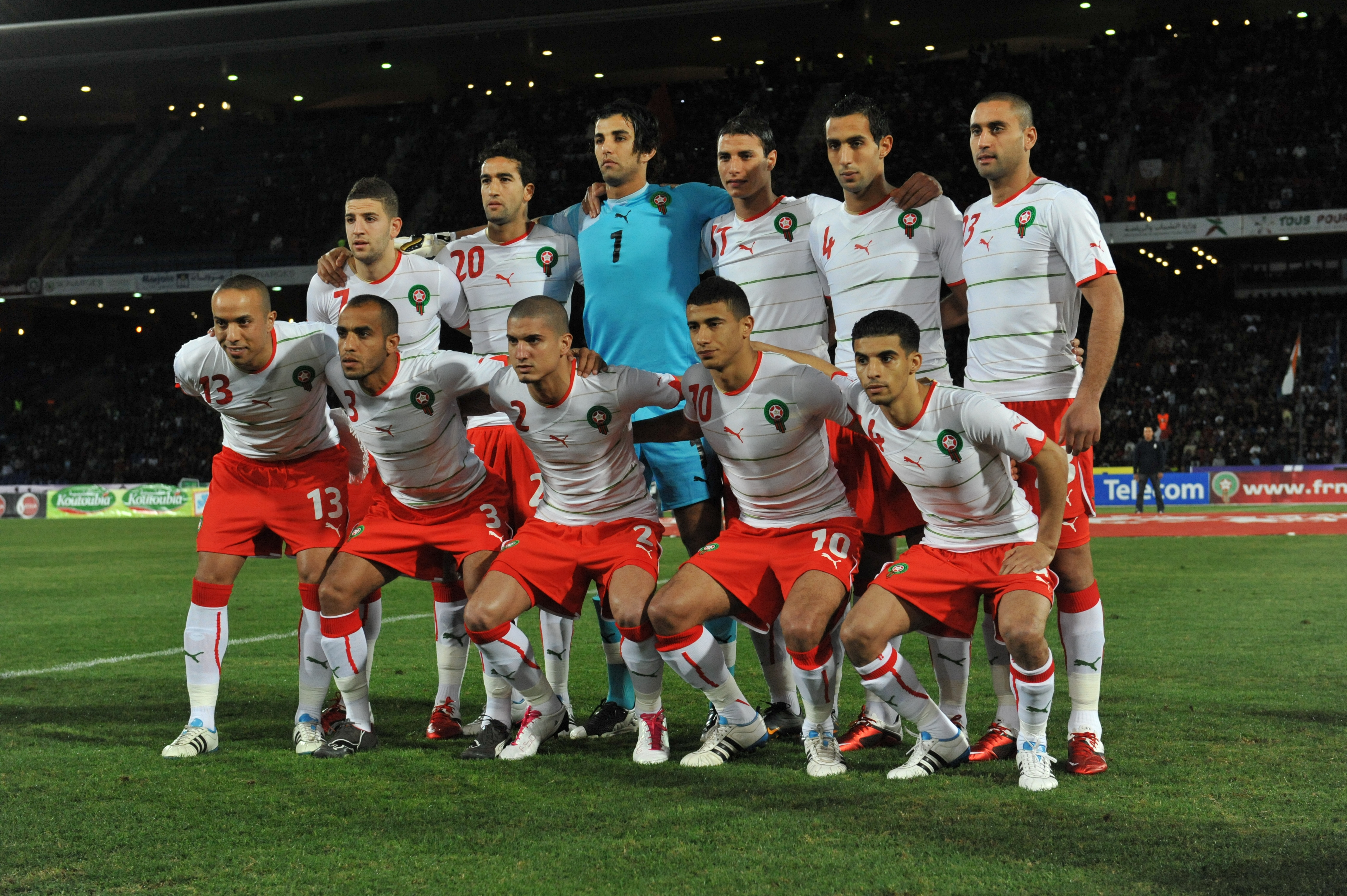
Đội tuyển bóng đá quốc gia Maroc năm 2011

Maroc tham dự Cúp bóng đá châu Phi 2004, được xếp vào Bảng D. Đội đánh bại Nigeria 1–0, đánh bại Bénin 4–0 và hòa 1–1 với Nam Phi. Maroc giành quyền vào vòng loại trực tiếp, đối đầu với Algérie tại tứ kết. Đội thắng 3–1 trong hiệp phụ, giành quyền vào bán kết và đánh bại Mali 4–0. Đội để thua trận chung kết trước Tunisia với tỷ số 1–2, qua đó giành ngôi á quân của giải đấu.
Năm 2012, đội giành chức vô địch Cúp bóng đá các quốc gia Ả Rập, đứng nhất bảng, đánh bại Iraq trong trận bán kết và Libya trong trận chung kết.
Năm 2014, Maroc lần đầu tiên tham dự Giải vô địch các quốc gia châu Phi sau khi không vượt qua được vòng loại trong các mùa giải 2009 và 2011. Dưới sự dẫn dắt của huấn luyện viên Hassan Benabicha, Maroc đã không vượt qua được tứ kết sau khi để thua 3–4 trước Nigeria. Đội đã giành quyền tham dự Giải vô địch các quốc gia châu Phi 2016, nhưng bị loại ở vòng bảng.
Maroc đã tổ chức Giải vô địch các quốc gia châu Phi 2018, giành chức vô địch trên sân nhà, trở thành quốc gia Bắc Phi thứ ba giành được chức vô địch của giải đấu.

### Thế hệ vàng thứ hai (2017–nay)

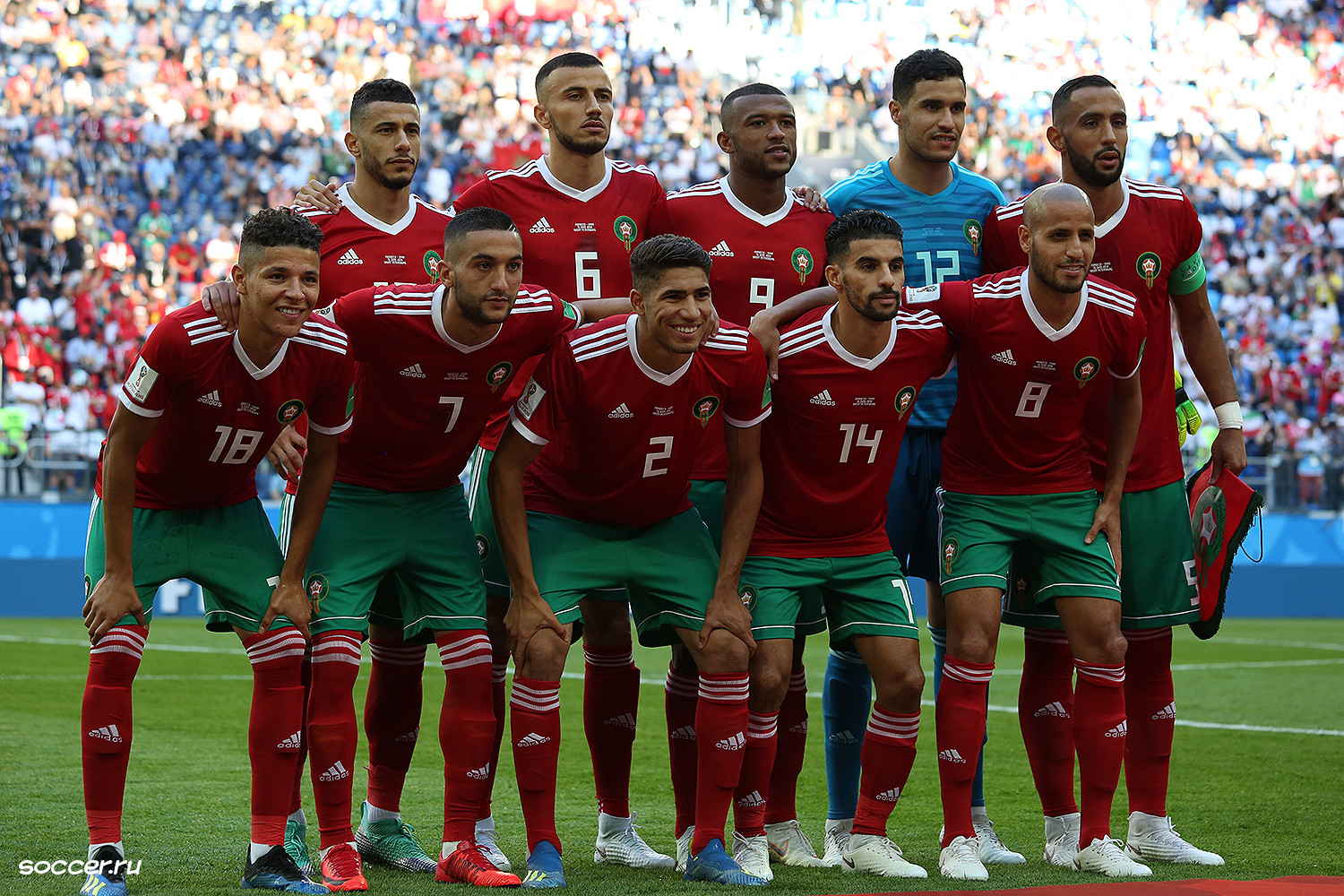
Đội hình xuất phát của Maroc đối đầu với Iran tại Giải vô địch bóng đá thế giới 2018

Maroc trở lại World Cup sau 20 năm vắng bóng vào năm 2018. Đội được bốc thăm vào Bảng B với các ứng cử viên vô địch của World Cup là Tây Ban Nha và Bồ Đào Nha, bên cạnh đó là Iran. Trong trận mở màn gặp Iran, Maroc đã thi đấu hết mình nhưng để thua 0–1 ở những phút cuối trận do phản lưới nhà. Trong trận đấu thứ hai, Maroc chạm trán Bồ Đào Nha và cũng thua 0–1 bởi bàn thắng của Cristiano Ronaldo. Trong trận đấu cuối cùng tại vòng bảng với Tây Ban Nha, đội đã dẫn trước 2–1 nhưng không thể giữ được thành quả đó, bị đối thủ gỡ hòa 2–2.
Maroc bước vào Giải vô địch các quốc gia châu Phi 2019 với sự tự tin cao độ và các cầu thủ khẳng định họ là ứng cử viên vô địch. Tuy nhiên, bất chấp ba trận thắng liên tiếp ở vòng bảng, Maroc đã bị Bénin loại một cách đáng kinh ngạc ở vòng 16 đội.
Tại Giải vô địch các quốc gia châu Phi 2020 ở Cameroon, Maroc đã giành chức vô địch thứ hai trong lần tham dự trận chung kết thứ hai liên tiếp. Được chỉ huy bởi Ayoub El Kaabi, họ đánh bại Togo 1–0, hòa Rwanda 0–0, thắng Uganda 5–2, thắng Zambia 3–1 ở tứ kết, và thắng Cameroon 4–0 tại bán kết, qua đó tiến vào chung kết gặp Mali ở Yaoundé. Maroc giành chiến thắng với tỉ số 2–0, cả hai bàn thắng được ghi vào cuối hiệp hai do công của Soufiane Bouftini và Ayoub El Kaabi. Maroc trở thành đội đầu tiên giành được hai danh hiệu liên tiếp. Soufiane Rahimi tiếp tục được vinh danh là Cầu thủ xuất sắc nhất giải đấu sau màn trình diễn đáng kinh ngạc khi ghi tổng cộng 5 bàn thắng.
Vào tháng 12 năm 2021, Maroc bắt đầu tham dự Cúp bóng đá các quốc gia Ả Rập 2021. Đội nằm ở bảng C cùng với Jordan, Palestine và Ả Rập Xê Út. Maroc khởi đầu giải đấu với chiến thắng 4–0 trước Palestine, sau đó đã vượt qua một Jordan có hàng phòng ngự chắc chắn cũng với chiến thắng 4–0. Đội giành chiến thắng trong trận đấu cuối cùng tại bảng C với tỉ số 1–0 trước Ả Rập Xê Út. Tuy nhiên, đội sau đó đã bị loại ở tứ kết khi thua Algérie ở loạt sút luân lưu.
Sau khi dễ dàng đứng nhất bảng đấu của mình tại vòng loại Cúp bóng đá châu Phi 2021 bao gồm Mauritanie, Burundi và Cộng hòa Trung Phi, Maroc được xem là một trong những ứng cử viên vô địch giải đấu được tổ chức tại Cameroon. Maroc rơi vào bảng E với Gabon, Ghana và Comoros. Đội đã thắng trận đầu tiên trước Ghana do Sofiane Boufal ghi bàn ở những phút cuối cùng của trận đấu. Trong trận đấu thứ hai với Comoros, đội đã giành chiến thắng 2–0. Trận đấu cuối cùng của đội tại vòng bảng gặp Gabon kết thúc với tỷ số hòa, giúp đội lọt vào vòng loại trực tiếp với vị trí nhất bảng. Đội đã đánh bại Malawi 2–1 ở vòng 16 đội. Đội bị loại ở tứ kết khi để thua 1–2 trước Ai Cập.
Sau khi đủ điều kiện tham dự Giải vô địch bóng đá thế giới 2022, Maroc được xếp vào Bảng F cùng với đương kim á quân Croatia, Bỉ và Canada. Maroc không được kỳ vọng sẽ vượt qua vòng bảng, nhưng sau khi cầm hòa á quân Croatia 0–0 và gây bất ngờ khi thắng đội giành hạng ba ở giải đấu trước là Bỉ với tỷ số 2–0, đội đã tiếp tục giành chiến thắng 2–1 trước Canada để đứng nhất bảng và có lần đầu tiên lọt vào vòng 16 đội kể từ năm 1986. Tại đây, đội xuất sắc hòa 0–0 với Tây Ban Nha sau 120 phút và bước vào loạt đá luân lưu. Thủ môn Yassine Bounou cản phá được hai quả phạt đền, và Achraf Hakimi thực hiện thành công quả phạt đền quyết định theo kiểu panenka giúp Maroc giành chiến thắng 3–0 sau 4 lượt sút để có lần đầu tiên vào tứ kết. Đội tiếp tục tiến sâu vào bán kết với chiến thắng 1–0 trước Bồ Đào Nha. Tiền đạo Youssef En-Nesyri đã nhảy lên 2,78m (9ft1) để đánh đầu ghi bàn ấn định chiến thắng cho trận đấu. Điều đó khiến Maroc trở thành đội tuyển châu Phi và Ả Rập đầu tiên giành quyền vào bán kết.
Tuy nhiên, họ đã phải dừng chân ở bán kết khi đội để thua đương kim vô địch Pháp trong trận bán kết với tỷ số 0–2 vào ngày 14 tháng 12 năm 2022 tại Sân vận động Al Bayt ở Al Khor, chấm dứt giấc mơ đi tiếp của Maroc. Đội đối đầu với Croatia để tranh vị trí thứ ba vào ngày 17 tháng 12 tại Sân vận động Quốc tế Khalifa ở Al-Rayyan, một trận tái đấu giữa hai đội sau khi đã gặp nhau tại vòng bảng với tỷ số hoà. Tuy nhiên, Maroc đã nhận thất bại với tỷ số 1–2 và kết thúc chiến dịch World Cup 2022 ở vị trí thứ tư chung cuộc. Đội sẽ tiếp tục quyên góp toàn bộ thu nhập từ World Cup của họ từ giải đấu cho các tổ chức từ thiện ở Maroc nhằm giúp đỡ những người nghèo đói ảnh hưởng đến trẻ em và các gia đình trong nước.

## Sân vận động
Vào thời Đế chế Cherifian, sân vận động Philip là sân vận động lớn nhất ở Maroc. Sức chứa của nó là 25.000 chỗ ngồi. Sau khi đất nước giành được độc lập, sân sau đổi tên thành Stade d'honneur de Casablanca (được người dân Casablanca đặt biệt danh là "Nhà tài trợ"). Sân vận động chủ yếu được sử dụng bởi đội tuyển Maroc cũng như hai câu lạc bộ chính của Casablanca: Wydad AC và Raja CA. Sau đó, sân vận động đã trải qua một cuộc cải tạo lớn để có thể tổ chức Thế vận hội Địa Trung Hải năm 1983 tại Casablanca vào cuối những năm 1970. Nó mở cửa trở lại vào năm 1983 với tên hiện tại, Sân vận động Mohammed V, và sau đó có 80.000 chỗ ngồi trước khi bị giới hạn ở 67.000 chỗ ngồi sau một đợt cải tạo mới nhằm phục vụ cho việc Maroc đăng cai tổ chức World Cup vào năm 2000. Từ năm 2016 đến 2019, sân vận động Mohammed V đã trải qua các đợt cải tạo và hiện đại hóa lớn. Sức chứa của nó lại bị giảm xuống và ngày nay sân vận động có 45.891 chỗ ngồi.
Khu phức hợp lớn của Rabat được khánh thành vào năm 1983 dưới tên Sân vận động Hoàng tử Moulay Abdellah. Đội tuyển quốc gia cũng chơi một số trận ở đó. Sân vận động Rabat khi đó có thể chứa 65.000 khán giả nhưng nó chủ yếu được sử dụng bởi hai đội địa phương Far Rabat và FUS Rabat. Sức chứa của sân giảm xuống còn 53.000 chỗ vào năm 2000 và sau đó là 45.800 chỗ vào năm 2020. Hiện đây là sân vận động của đội tuyển bóng đá quốc gia Maroc.
Từ năm 2011, Những chú sư tử Atlas đã chơi hầu hết các trận đấu của họ tại Sân vận động Marrakech mới, có sức chứa 45.240 chỗ ngồi. Trận đấu thứ hai được coi là mang lại may mắn cho đội Maroc, đội đã thắng một số trận đấu quan trọng ở đó trước một lượng lớn khán giả, đáng chú ý là đánh bại Algérie để giành quyền tham dự Cúp bóng đá châu Phi 2012 với tỷ số 4–0, và Tanzania trước 3–1 giúp Maroc vượt qua vòng loại, sau đó là một trận đấu quan trọng khác với Mozambique kết thúc với chiến thắng đậm đà với tỷ số 4–0, lần này, đủ điều kiện tham dự Cúp bóng đá châu Phi 2013.
Trong thời kỳ huấn luyện viên Badou Ezzaki từ năm 2014 đến năm 2016, đội tuyển quốc gia Ma-rốc đã chơi hầu hết các trận đấu tại sân vận động Adrar ở Agadir, có sức chứa 45.480 người, và cũng có một trận giao hữu được tổ chức tại đây. trong khoảng thời gian của Hervé Renard giữa Maroc và Hà Lan vào năm 2017, và đây được coi là trận đấu nổi bật nhất của Ma-rốc được diễn ra tại sân vận động này.

Maroc cũng có những sân vận động lớn khác được xây dựng vào những năm 2000 như sân vận động Fez có 45.000 chỗ ngồi và là nơi tổ chức của hai câu lạc bộ của thành phố: MAS Fez và Wydad de Fès.

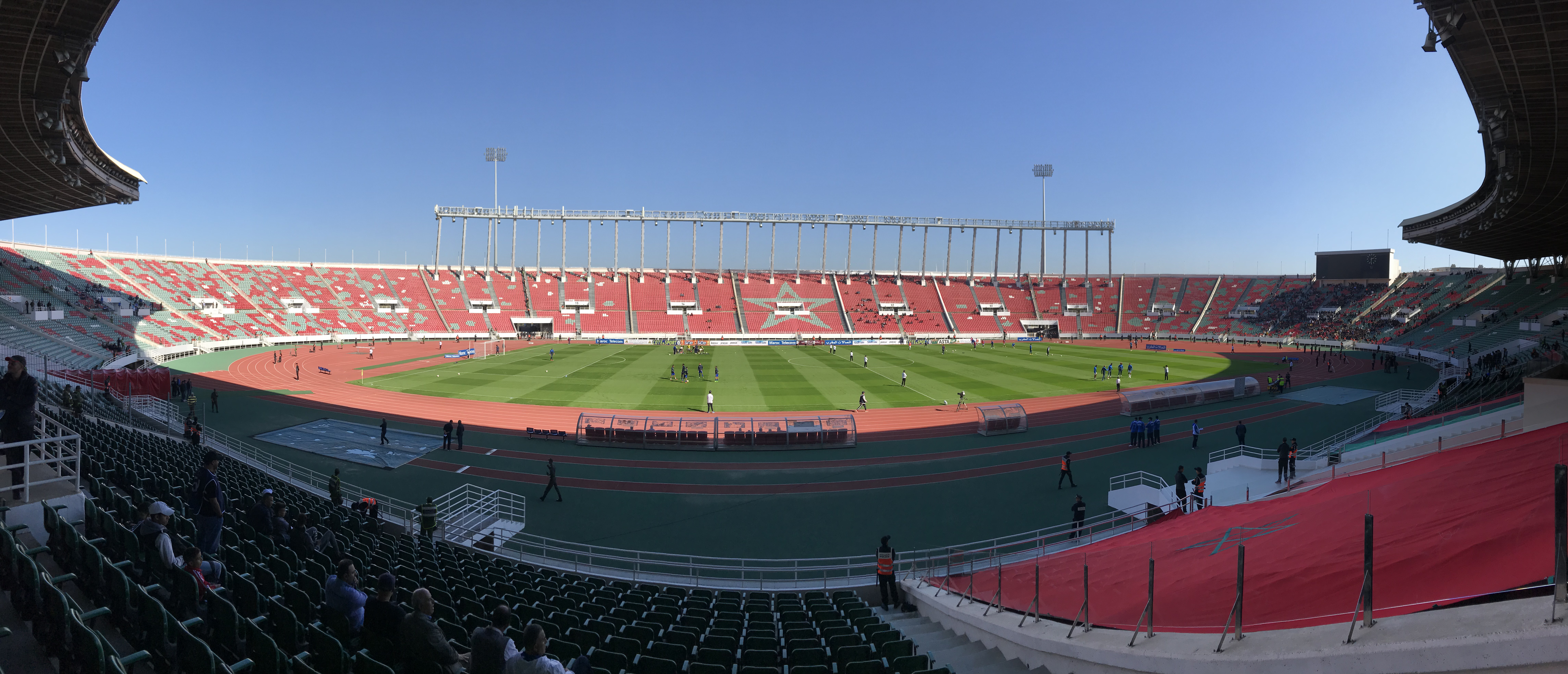
Sân vận động Hoàng tử Moulay Abdellah, Rabat
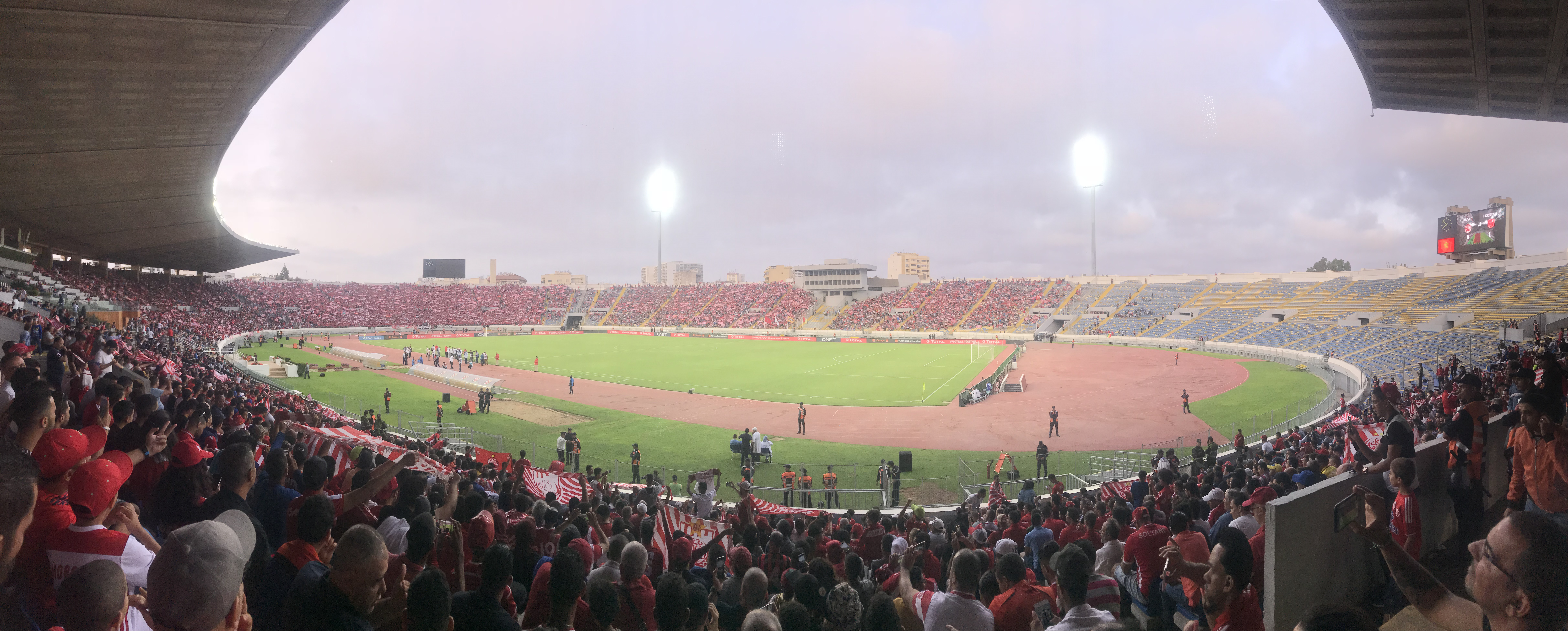
Sân vận động Mohamed V, Casablanca
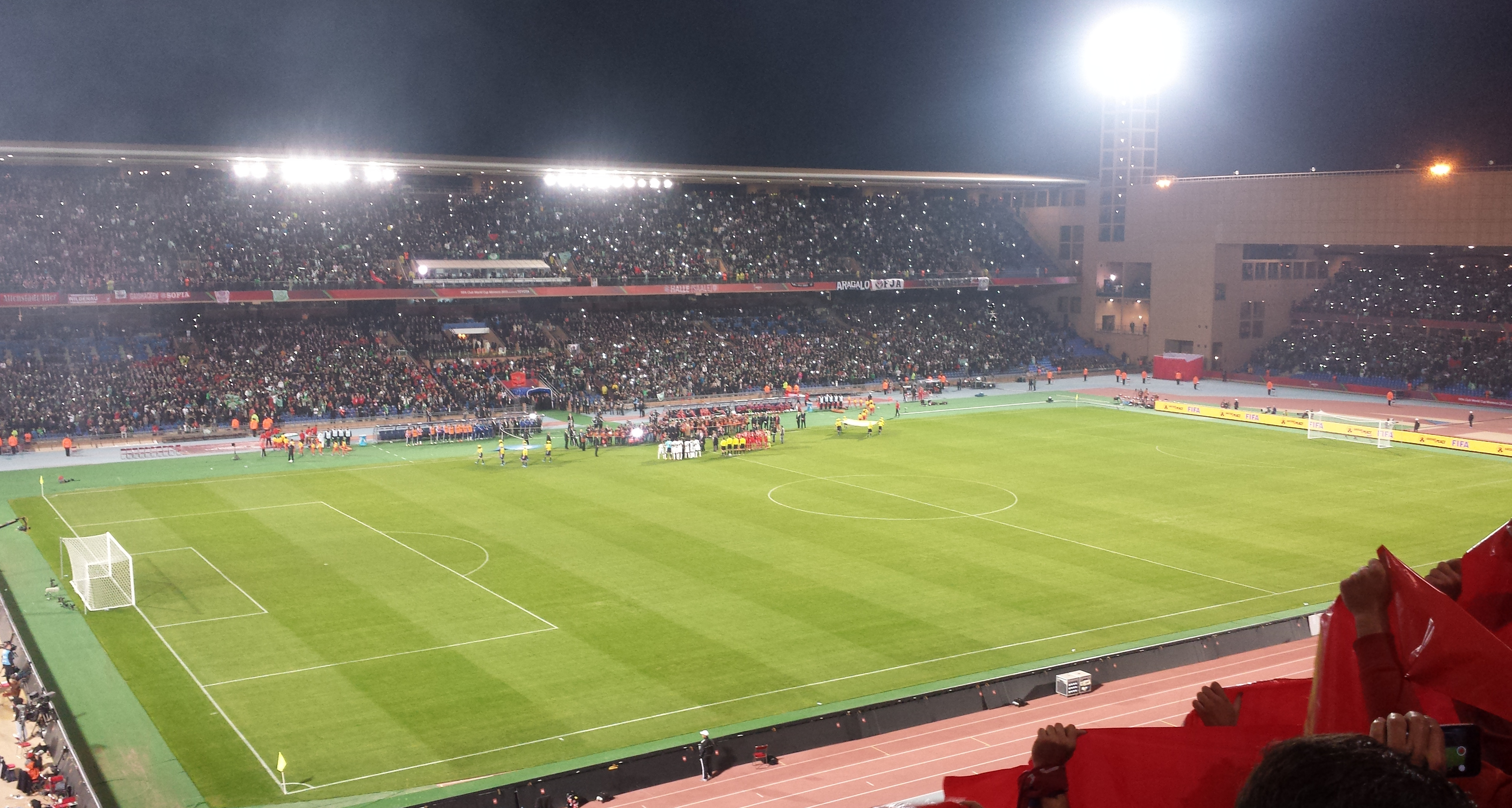
Sân vận động Marrakech, Marrakech
Sân vận động Ibn Batouta, Tangier

## Nhà tài trợ trang phục
Kể từ khi giành được độc lập từ Pháp, màu sân nhà của Maroc hầu hết là áo sơ mi đỏ, quần đùi và tất màu xanh lá cây, màu sân khách thường là toàn màu trắng hoặc toàn màu xanh lá cây.
| Nhà cung cấp | Giai đoạn |
| ------------ | --------- |
| Adidas       | 1982–1994 |
| Lotto        | 1994–1995 |
| Umbro        | 1995      |
| Lotto        | 1995–1998 |
| Puma         | 1998–2003 |
| Nike         | 2003–2007 |
| Puma         | 2007–2012 |
| Adidas       | 2012–2019 |
| Puma         | 2019–     |

## Danh hiệu
- Cúp bóng đá châu Phi: 1

Vô địch: 1976
Á quân: 2004
Hạng ba: 1980
- Cúp bóng đá Ả Rập: 1

Vô địch: 2012

## Thành tích

### Giải bóng đá vô địch thế giới
| Năm       | Vòng                                | Hạng                                | Pld                                 | W                                   | D                                   | L                                   | GF                                  | GA                                  |
| --------- | ----------------------------------- | ----------------------------------- | ----------------------------------- | ----------------------------------- | ----------------------------------- | ----------------------------------- | ----------------------------------- | ----------------------------------- |
| 1930      | Không tham dự là thuộc địa của Pháp | Không tham dự là thuộc địa của Pháp | Không tham dự là thuộc địa của Pháp | Không tham dự là thuộc địa của Pháp | Không tham dự là thuộc địa của Pháp | Không tham dự là thuộc địa của Pháp | Không tham dự là thuộc địa của Pháp | Không tham dự là thuộc địa của Pháp |
| 1934      | Không tham dự là thuộc địa của Pháp | Không tham dự là thuộc địa của Pháp | Không tham dự là thuộc địa của Pháp | Không tham dự là thuộc địa của Pháp | Không tham dự là thuộc địa của Pháp | Không tham dự là thuộc địa của Pháp | Không tham dự là thuộc địa của Pháp | Không tham dự là thuộc địa của Pháp |
| 1938      | Không tham dự là thuộc địa của Pháp | Không tham dự là thuộc địa của Pháp | Không tham dự là thuộc địa của Pháp | Không tham dự là thuộc địa của Pháp | Không tham dự là thuộc địa của Pháp | Không tham dự là thuộc địa của Pháp | Không tham dự là thuộc địa của Pháp | Không tham dự là thuộc địa của Pháp |
| 1950      | Không tham dự là thuộc địa của Pháp | Không tham dự là thuộc địa của Pháp | Không tham dự là thuộc địa của Pháp | Không tham dự là thuộc địa của Pháp | Không tham dự là thuộc địa của Pháp | Không tham dự là thuộc địa của Pháp | Không tham dự là thuộc địa của Pháp | Không tham dự là thuộc địa của Pháp |
| 1954      | Không tham dự là thuộc địa của Pháp | Không tham dự là thuộc địa của Pháp | Không tham dự là thuộc địa của Pháp | Không tham dự là thuộc địa của Pháp | Không tham dự là thuộc địa của Pháp | Không tham dự là thuộc địa của Pháp | Không tham dự là thuộc địa của Pháp | Không tham dự là thuộc địa của Pháp |
| 1958      | Không tham dự là thuộc địa của Pháp | Không tham dự là thuộc địa của Pháp | Không tham dự là thuộc địa của Pháp | Không tham dự là thuộc địa của Pháp | Không tham dự là thuộc địa của Pháp | Không tham dự là thuộc địa của Pháp | Không tham dự là thuộc địa của Pháp | Không tham dự là thuộc địa của Pháp |
| 1962      | Không vượt qua vòng loại            | Không vượt qua vòng loại            | Không vượt qua vòng loại            | Không vượt qua vòng loại            | Không vượt qua vòng loại            | Không vượt qua vòng loại            | Không vượt qua vòng loại            | Không vượt qua vòng loại            |
| 1966      | Bỏ cuộc                             | Bỏ cuộc                             | Bỏ cuộc                             | Bỏ cuộc                             | Bỏ cuộc                             | Bỏ cuộc                             | Bỏ cuộc                             | Bỏ cuộc                             |
| 1970      | Vòng 1                              | 14th                                | 3                                   | 0                                   | 1                                   | 2                                   | 2                                   | 6                                   |
| 1974      | Không vượt qua vòng loại            | Không vượt qua vòng loại            | Không vượt qua vòng loại            | Không vượt qua vòng loại            | Không vượt qua vòng loại            | Không vượt qua vòng loại            | Không vượt qua vòng loại            | Không vượt qua vòng loại            |
| 1978      | Không vượt qua vòng loại            | Không vượt qua vòng loại            | Không vượt qua vòng loại            | Không vượt qua vòng loại            | Không vượt qua vòng loại            | Không vượt qua vòng loại            | Không vượt qua vòng loại            | Không vượt qua vòng loại            |
| 1982      | Không vượt qua vòng loại            | Không vượt qua vòng loại            | Không vượt qua vòng loại            | Không vượt qua vòng loại            | Không vượt qua vòng loại            | Không vượt qua vòng loại            | Không vượt qua vòng loại            | Không vượt qua vòng loại            |
| 1986      | Vòng 2                              | 11th                                | 4                                   | 1                                   | 2                                   | 1                                   | 3                                   | 2                                   |
| 1990      | Không vượt qua vòng loại            | Không vượt qua vòng loại            | Không vượt qua vòng loại            | Không vượt qua vòng loại            | Không vượt qua vòng loại            | Không vượt qua vòng loại            | Không vượt qua vòng loại            | Không vượt qua vòng loại            |
| 1994      | Vòng 1                              | 23rd                                | 3                                   | 0                                   | 0                                   | 3                                   | 2                                   | 5                                   |
| 1998      | Vòng 1                              | 18th                                | 3                                   | 1                                   | 1                                   | 1                                   | 5                                   | 5                                   |
| 2002      | Không vượt qua vòng loại            | Không vượt qua vòng loại            | Không vượt qua vòng loại            | Không vượt qua vòng loại            | Không vượt qua vòng loại            | Không vượt qua vòng loại            | Không vượt qua vòng loại            | Không vượt qua vòng loại            |
| 2006      | Không vượt qua vòng loại            | Không vượt qua vòng loại            | Không vượt qua vòng loại            | Không vượt qua vòng loại            | Không vượt qua vòng loại            | Không vượt qua vòng loại            | Không vượt qua vòng loại            | Không vượt qua vòng loại            |
| 2010      | Không vượt qua vòng loại            | Không vượt qua vòng loại            | Không vượt qua vòng loại            | Không vượt qua vòng loại            | Không vượt qua vòng loại            | Không vượt qua vòng loại            | Không vượt qua vòng loại            | Không vượt qua vòng loại            |
| 2014      | Không vượt qua vòng loại            | Không vượt qua vòng loại            | Không vượt qua vòng loại            | Không vượt qua vòng loại            | Không vượt qua vòng loại            | Không vượt qua vòng loại            | Không vượt qua vòng loại            | Không vượt qua vòng loại            |
| 2018      | Vòng 1                              | 27th                                | 3                                   | 0                                   | 1                                   | 2                                   | 2                                   | 4                                   |
| 2022      | Hạng tư                             | 4th                                 | 7                                   | 3                                   | 2                                   | 2                                   | 6                                   | 5                                   |
| 2026      | Chưa xác định                       | Chưa xác định                       | Chưa xác định                       | Chưa xác định                       | Chưa xác định                       | Chưa xác định                       | Chưa xác định                       | Chưa xác định                       |
| 2030      | Đồng chủ nhà                        | Đồng chủ nhà                        | Đồng chủ nhà                        | Đồng chủ nhà                        | Đồng chủ nhà                        | Đồng chủ nhà                        | Đồng chủ nhà                        | Đồng chủ nhà                        |
| 2034      | Chưa xác định                       | Chưa xác định                       | Chưa xác định                       | Chưa xác định                       | Chưa xác định                       | Chưa xác định                       | Chưa xác định                       | Chưa xác định                       |
| Tổng cộng | 1 lần hạng tư                       | 6/22                                | 23                                  | 5                                   | 7                                   | 11                                  | 20                                  | 27                                  |

### Cúp bóng đá châu Phi
| Cúp bóng đá châu Phi | Cúp bóng đá châu Phi                 | Cúp bóng đá châu Phi                 | Cúp bóng đá châu Phi                 | Cúp bóng đá châu Phi                 | Cúp bóng đá châu Phi                 | Cúp bóng đá châu Phi                 | Cúp bóng đá châu Phi                 | Cúp bóng đá châu Phi                 |
| Năm                  | Vòng                                 | Hạng                                 | Pld                                  | W                                    | D                                    | L                                    | GF                                   | GA                                   |
| -------------------- | ------------------------------------ | ------------------------------------ | ------------------------------------ | ------------------------------------ | ------------------------------------ | ------------------------------------ | ------------------------------------ | ------------------------------------ |
| 1957                 | Không tham dự, là thuộc địa của Pháp | Không tham dự, là thuộc địa của Pháp | Không tham dự, là thuộc địa của Pháp | Không tham dự, là thuộc địa của Pháp | Không tham dự, là thuộc địa của Pháp | Không tham dự, là thuộc địa của Pháp | Không tham dự, là thuộc địa của Pháp | Không tham dự, là thuộc địa của Pháp |
| 1959                 | Không tham dự, là thuộc địa của Pháp | Không tham dự, là thuộc địa của Pháp | Không tham dự, là thuộc địa của Pháp | Không tham dự, là thuộc địa của Pháp | Không tham dự, là thuộc địa của Pháp | Không tham dự, là thuộc địa của Pháp | Không tham dự, là thuộc địa của Pháp | Không tham dự, là thuộc địa của Pháp |
| 1962                 | Bỏ cuộc                              | Bỏ cuộc                              | Bỏ cuộc                              | Bỏ cuộc                              | Bỏ cuộc                              | Bỏ cuộc                              | Bỏ cuộc                              | Bỏ cuộc                              |
| 1963                 | Không vượt qua vòng loại             | Không vượt qua vòng loại             | Không vượt qua vòng loại             | Không vượt qua vòng loại             | Không vượt qua vòng loại             | Không vượt qua vòng loại             | Không vượt qua vòng loại             | Không vượt qua vòng loại             |
| 1965                 | Không tham dự                        | Không tham dự                        | Không tham dự                        | Không tham dự                        | Không tham dự                        | Không tham dự                        | Không tham dự                        | Không tham dự                        |
| 1968                 | Không tham dự                        | Không tham dự                        | Không tham dự                        | Không tham dự                        | Không tham dự                        | Không tham dự                        | Không tham dự                        | Không tham dự                        |
| 1970                 | Không vượt qua vòng loại             | Không vượt qua vòng loại             | Không vượt qua vòng loại             | Không vượt qua vòng loại             | Không vượt qua vòng loại             | Không vượt qua vòng loại             | Không vượt qua vòng loại             | Không vượt qua vòng loại             |
| 1972                 | Vòng 1                               | 5th                                  | 3                                    | 0                                    | 3                                    | 0                                    | 3                                    | 3                                    |
| 1974                 | Không tham dự                        | Không tham dự                        | Không tham dự                        | Không tham dự                        | Không tham dự                        | Không tham dự                        | Không tham dự                        | Không tham dự                        |
| 1976                 | Vô địch                              | 1st                                  | 6                                    | 4                                    | 2                                    | 0                                    | 11                                   | 6                                    |
| 1978                 | Vòng 1                               | 6th                                  | 3                                    | 1                                    | 3                                    | 1                                    | 2                                    | 4                                    |
| 1980                 | Hạng ba                              | 3rd                                  | 5                                    | 2                                    | 1                                    | 2                                    | 4                                    | 3                                    |
| 1982                 | Không vượt qua vòng loại             | Không vượt qua vòng loại             | Không vượt qua vòng loại             | Không vượt qua vòng loại             | Không vượt qua vòng loại             | Không vượt qua vòng loại             | Không vượt qua vòng loại             | Không vượt qua vòng loại             |
| 1984                 | Không vượt qua vòng loại             | Không vượt qua vòng loại             | Không vượt qua vòng loại             | Không vượt qua vòng loại             | Không vượt qua vòng loại             | Không vượt qua vòng loại             | Không vượt qua vòng loại             | Không vượt qua vòng loại             |
| 1986                 | Hạng tư                              | 4th                                  | 5                                    | 1                                    | 2                                    | 2                                    | 4                                    | 5                                    |
| 1988                 | Hạng tư                              | 4th                                  | 5                                    | 1                                    | 3                                    | 1                                    | 3                                    | 3                                    |
| 1990                 | Không vượt qua vòng loại             | Không vượt qua vòng loại             | Không vượt qua vòng loại             | Không vượt qua vòng loại             | Không vượt qua vòng loại             | Không vượt qua vòng loại             | Không vượt qua vòng loại             | Không vượt qua vòng loại             |
| 1992                 | Vòng 1                               | 9th                                  | 2                                    | 0                                    | 1                                    | 1                                    | 1                                    | 2                                    |
| 1994                 | Không vượt qua vòng loại             | Không vượt qua vòng loại             | Không vượt qua vòng loại             | Không vượt qua vòng loại             | Không vượt qua vòng loại             | Không vượt qua vòng loại             | Không vượt qua vòng loại             | Không vượt qua vòng loại             |
| 1996                 | Không vượt qua vòng loại             | Không vượt qua vòng loại             | Không vượt qua vòng loại             | Không vượt qua vòng loại             | Không vượt qua vòng loại             | Không vượt qua vòng loại             | Không vượt qua vòng loại             | Không vượt qua vòng loại             |
| 1998                 | Tứ kết                               | 6th                                  | 4                                    | 2                                    | 1                                    | 1                                    | 6                                    | 3                                    |
| 2000                 | Vòng 1                               | 11th                                 | 3                                    | 1                                    | 1                                    | 1                                    | 1                                    | 2                                    |
| 2002                 | Vòng 1                               | 9th                                  | 3                                    | 1                                    | 1                                    | 1                                    | 3                                    | 4                                    |
| 2004                 | Á quân                               | 2nd                                  | 6                                    | 4                                    | 1                                    | 1                                    | 14                                   | 4                                    |
| 2006                 | Vòng 1                               | 13th                                 | 3                                    | 0                                    | 2                                    | 1                                    | 0                                    | 1                                    |
| 2008                 | Vòng 1                               | 11th                                 | 3                                    | 1                                    | 0                                    | 2                                    | 7                                    | 6                                    |
| 2010                 | Không vượt qua vòng loại             | Không vượt qua vòng loại             | Không vượt qua vòng loại             | Không vượt qua vòng loại             | Không vượt qua vòng loại             | Không vượt qua vòng loại             | Không vượt qua vòng loại             | Không vượt qua vòng loại             |
| 2012                 | Vòng 1                               | 12th                                 | 3                                    | 1                                    | 0                                    | 2                                    | 4                                    | 5                                    |
| 2013                 | Vòng 1                               | 10th                                 | 3                                    | 0                                    | 3                                    | 0                                    | 3                                    | 3                                    |
| 2015                 | Bỏ cuộc                              | Bỏ cuộc                              | Bỏ cuộc                              | Bỏ cuộc                              | Bỏ cuộc                              | Bỏ cuộc                              | Bỏ cuộc                              | Bỏ cuộc                              |
| 2017                 | Tứ kết                               | 8th                                  | 4                                    | 2                                    | 0                                    | 2                                    | 4                                    | 3                                    |
| 2019                 | Vòng 2                               | 9th                                  | 4                                    | 3                                    | 1                                    | 0                                    | 4                                    | 1                                    |
| 2021                 | Tứ kết                               | 5th                                  | 5                                    | 3                                    | 2                                    | 0                                    | 8                                    | 5                                    |
| 2023                 | Vòng 2                               | 11th                                 | 4                                    | 2                                    | 1                                    | 1                                    | 5                                    | 3                                    |
| 2025                 | Chủ nhà                              | Chủ nhà                              | Chủ nhà                              | Chủ nhà                              | Chủ nhà                              | Chủ nhà                              | Chủ nhà                              | Chủ nhà                              |
| 2027                 | Chưa xác định                        | Chưa xác định                        | Chưa xác định                        | Chưa xác định                        | Chưa xác định                        | Chưa xác định                        | Chưa xác định                        | Chưa xác định                        |
| Tổng cộng            | 1 lần vô địch                        | 19/34                                | 54                                   | 29                                   | 26                                   | 19                                   | 87                                   | 66                                   |

### Thế vận hội
- (Nội dung thi đấu dành cho cấp đội tuyển quốc gia cho đến kỳ Đại hội năm 1988)

| Năm       | Vòng                                 | Hạng                                 | Pld                                  | W                                    | D                                    | L                                    | GF                                   | GA                                   |
| --------- | ------------------------------------ | ------------------------------------ | ------------------------------------ | ------------------------------------ | ------------------------------------ | ------------------------------------ | ------------------------------------ | ------------------------------------ |
| 1900      | Không tham dự, là thuộc địa của Pháp | Không tham dự, là thuộc địa của Pháp | Không tham dự, là thuộc địa của Pháp | Không tham dự, là thuộc địa của Pháp | Không tham dự, là thuộc địa của Pháp | Không tham dự, là thuộc địa của Pháp | Không tham dự, là thuộc địa của Pháp | Không tham dự, là thuộc địa của Pháp |
| 1904      | Không tham dự, là thuộc địa của Pháp | Không tham dự, là thuộc địa của Pháp | Không tham dự, là thuộc địa của Pháp | Không tham dự, là thuộc địa của Pháp | Không tham dự, là thuộc địa của Pháp | Không tham dự, là thuộc địa của Pháp | Không tham dự, là thuộc địa của Pháp | Không tham dự, là thuộc địa của Pháp |
| 1908      | Không tham dự, là thuộc địa của Pháp | Không tham dự, là thuộc địa của Pháp | Không tham dự, là thuộc địa của Pháp | Không tham dự, là thuộc địa của Pháp | Không tham dự, là thuộc địa của Pháp | Không tham dự, là thuộc địa của Pháp | Không tham dự, là thuộc địa của Pháp | Không tham dự, là thuộc địa của Pháp |
| 1912      | Không tham dự, là thuộc địa của Pháp | Không tham dự, là thuộc địa của Pháp | Không tham dự, là thuộc địa của Pháp | Không tham dự, là thuộc địa của Pháp | Không tham dự, là thuộc địa của Pháp | Không tham dự, là thuộc địa của Pháp | Không tham dự, là thuộc địa của Pháp | Không tham dự, là thuộc địa của Pháp |
| 1920      | Không tham dự, là thuộc địa của Pháp | Không tham dự, là thuộc địa của Pháp | Không tham dự, là thuộc địa của Pháp | Không tham dự, là thuộc địa của Pháp | Không tham dự, là thuộc địa của Pháp | Không tham dự, là thuộc địa của Pháp | Không tham dự, là thuộc địa của Pháp | Không tham dự, là thuộc địa của Pháp |
| 1924      | Không tham dự, là thuộc địa của Pháp | Không tham dự, là thuộc địa của Pháp | Không tham dự, là thuộc địa của Pháp | Không tham dự, là thuộc địa của Pháp | Không tham dự, là thuộc địa của Pháp | Không tham dự, là thuộc địa của Pháp | Không tham dự, là thuộc địa của Pháp | Không tham dự, là thuộc địa của Pháp |
| 1928      | Không tham dự, là thuộc địa của Pháp | Không tham dự, là thuộc địa của Pháp | Không tham dự, là thuộc địa của Pháp | Không tham dự, là thuộc địa của Pháp | Không tham dự, là thuộc địa của Pháp | Không tham dự, là thuộc địa của Pháp | Không tham dự, là thuộc địa của Pháp | Không tham dự, là thuộc địa của Pháp |
| 1936      | Không tham dự, là thuộc địa của Pháp | Không tham dự, là thuộc địa của Pháp | Không tham dự, là thuộc địa của Pháp | Không tham dự, là thuộc địa của Pháp | Không tham dự, là thuộc địa của Pháp | Không tham dự, là thuộc địa của Pháp | Không tham dự, là thuộc địa của Pháp | Không tham dự, là thuộc địa của Pháp |
| 1948      | Không tham dự, là thuộc địa của Pháp | Không tham dự, là thuộc địa của Pháp | Không tham dự, là thuộc địa của Pháp | Không tham dự, là thuộc địa của Pháp | Không tham dự, là thuộc địa của Pháp | Không tham dự, là thuộc địa của Pháp | Không tham dự, là thuộc địa của Pháp | Không tham dự, là thuộc địa của Pháp |
| 1952      | Không tham dự, là thuộc địa của Pháp | Không tham dự, là thuộc địa của Pháp | Không tham dự, là thuộc địa của Pháp | Không tham dự, là thuộc địa của Pháp | Không tham dự, là thuộc địa của Pháp | Không tham dự, là thuộc địa của Pháp | Không tham dự, là thuộc địa của Pháp | Không tham dự, là thuộc địa của Pháp |
| 1956      | Không tham dự, là thuộc địa của Pháp | Không tham dự, là thuộc địa của Pháp | Không tham dự, là thuộc địa của Pháp | Không tham dự, là thuộc địa của Pháp | Không tham dự, là thuộc địa của Pháp | Không tham dự, là thuộc địa của Pháp | Không tham dự, là thuộc địa của Pháp | Không tham dự, là thuộc địa của Pháp |
| 1960      | Không vượt qua vòng loại             | Không vượt qua vòng loại             | Không vượt qua vòng loại             | Không vượt qua vòng loại             | Không vượt qua vòng loại             | Không vượt qua vòng loại             | Không vượt qua vòng loại             | Không vượt qua vòng loại             |
| 1964      | Vòng 1                               | 13                                   | 2                                    | 0                                    | 0                                    | 2                                    | 1                                    | 9                                    |
| 1968      | Bỏ cuộc                              | Bỏ cuộc                              | Bỏ cuộc                              | Bỏ cuộc                              | Bỏ cuộc                              | Bỏ cuộc                              | Bỏ cuộc                              | Bỏ cuộc                              |
| 1972      | Vòng 2                               | 8                                    | 6                                    | 1                                    | 1                                    | 4                                    | 7                                    | 14                                   |
| 1976      | Không vượt qua vòng loại             | Không vượt qua vòng loại             | Không vượt qua vòng loại             | Không vượt qua vòng loại             | Không vượt qua vòng loại             | Không vượt qua vòng loại             | Không vượt qua vòng loại             | Không vượt qua vòng loại             |
| 1980      | Không vượt qua vòng loại             | Không vượt qua vòng loại             | Không vượt qua vòng loại             | Không vượt qua vòng loại             | Không vượt qua vòng loại             | Không vượt qua vòng loại             | Không vượt qua vòng loại             | Không vượt qua vòng loại             |
| 1984      | Vòng 1                               | 12                                   | 3                                    | 1                                    | 0                                    | 2                                    | 1                                    | 4                                    |
| 1988      | Không vượt qua vòng loại             | Không vượt qua vòng loại             | Không vượt qua vòng loại             | Không vượt qua vòng loại             | Không vượt qua vòng loại             | Không vượt qua vòng loại             | Không vượt qua vòng loại             | Không vượt qua vòng loại             |
| Tổng cộng | 1 lần vòng 2                         | 7/19                                 | 23                                   | 3                                    | 5                                    | 15                                   | 17                                   | 48                                   |

### Cúp bóng đá Ả Rập
| Năm       | Vòng          | Hạng          | Pld           | W             | D             | L             | GF            | GA            |
| --------- | ------------- | ------------- | ------------- | ------------- | ------------- | ------------- | ------------- | ------------- |
| 1963      | Không tham dự | Không tham dự | Không tham dự | Không tham dự | Không tham dự | Không tham dự | Không tham dự | Không tham dự |
| 1964      | Không tham dự | Không tham dự | Không tham dự | Không tham dự | Không tham dự | Không tham dự | Không tham dự | Không tham dự |
| 1966      | Không tham dự | Không tham dự | Không tham dự | Không tham dự | Không tham dự | Không tham dự | Không tham dự | Không tham dự |
| 1985      | Không tham dự | Không tham dự | Không tham dự | Không tham dự | Không tham dự | Không tham dự | Không tham dự | Không tham dự |
| 1988      | Không tham dự | Không tham dự | Không tham dự | Không tham dự | Không tham dự | Không tham dự | Không tham dự | Không tham dự |
| 1992      | Không tham dự | Không tham dự | Không tham dự | Không tham dự | Không tham dự | Không tham dự | Không tham dự | Không tham dự |
| 1998      | Vòng bảng     | 5th           | 2             | 1             | 0             | 1             | 2             | 2             |
| 2002      | Bán kết       | 4th           | 5             | 1             | 2             | 2             | 5             | 6             |
| 2012      | Vô địch       | 1st           | 5             | 4             | 1             | 0             | 11            | 2             |
| 2021      | Tứ kết        | 5th           | 4             | 3             | 1             | 3             | 11            | 2             |
| Tổng cộng | 1 lần vô địch | 4/10          | 16            | 9             | 4             | 5             | 29            | 12            |

## Kết quả thi đấu

### 2024
| 11 tháng 1 Giao hữu | Sierra Leone | 1–3      | Maroc                             | San Pédro, Bờ Biển Ngà                   |  |
| 15:00 UTC±0}        | - Komeh 10'  | Chi tiết | - En-Nesyri 30', 55' - Boufal 35' | Sân vận động: Sân vận động Laurent Pokou |  |

| 17 tháng 1 Bảng F CAN 2023 | Maroc                                    | 3–0      | Tanzania | San Pédro, Bờ Biển Ngà                                                                                   |  |
| 17:00 UTC±0                | - Saïss 30' - Ounahi 77' - En-Nesyri 80' | Chi tiết |          | Sân vận động: Sân vận động Laurent Pokou Lượng khán giả: 15,478 Trọng tài: Alhadj Allaou Mahamat (Tchad) |  |

| 21 tháng 1 Bảng F CAN 2023 | Maroc       | 1–1      | CHDC Congo  | San Pédro, Bờ Biển Ngà                                                                          |  |
| 14:00 UTC±0                | - Hakimi 6' | Chi tiết | - Silas 76' | Sân vận động: Sân vận động Laurent Pokou Lượng khán giả: 13,342 Trọng tài: Peter Waweru (Kenya) |  |

| 24 tháng 1 Bảng F CAN 2023 | Zambia | 0–1      | Maroc        | San Pédro, Bờ Biển Ngà                                                                            |  |
| 20:00 UTC±0                |        | Chi tiết | - Ziyech 37' | Sân vận động: Sân vận động Laurent Pokou Lượng khán giả: 15,231 Trọng tài: Patrice Tanguy (Gabon) |  |

| 30 tháng 1 Vòng 16 đội CAN 2023 | Maroc | 0–2      | Nam Phi                       | San Pédro, Bờ Biển Ngà                                                |  |
| 20:00 UTC±0                     |       | Chi tiết | - Makgopa 57' - Mokoena 90+5' | Sân vận động: Sân vận động Laurent Pokou Trọng tài: Mahmood Ismail () |  |

| 22 tháng 3 Giao hữu | Maroc              | 1–0      | Angola | Agadir, Maroc                                                    |  |
| 19:00 UTC±0         | - Carmo 72' (l.n.) | Chi tiết |        | Sân vận động: Sân vận động Adrar Trọng tài: Boubou Traoré (Mali) |  |

| 26 tháng 3 Giao hữu | Maroc | 0–0      | Mauritanie | Agadir, Maroc                                                      |  |
| 19:00 UTC±0         |       | Chi tiết |            | Sân vận động: Sân vận động Adrar Trọng tài: Mohamed Moussa (Niger) |  |

| 7 tháng 6 Vòng loại FIFA World Cup 2026 | Maroc                                | 2–1      | Zambia         | Agadir, Maroc                                                 |  |
| 20:00 UTC+1                             | - Ziyech 6' (ph.đ.) - Ben Seghir 67' | Chi tiết | - Chilufya 80' | Sân vận động: Sân vận động Adrar Trọng tài: Issa Sy (Sénégal) |  |

| 11 tháng 6 Vòng loại FIFA World Cup 2026 | Cộng hòa Congo | 0–6      | Maroc                                                        | Agadir, Maroc                                                                                  |  |
| 17:00 UTC+1                              |                | Chi tiết | - Ounahi 8' - Riad 16' - El Kaabi 30', 39', 53' - Rahimi 62' | Sân vận động: Sân vận động Martyrs Lượng khán giả: 30,000 Trọng tài: Daniel Nii Laryea (Ghana) |  |

| 2 tháng 9 Vòng loại CAN 2025 | Maroc | v | Gabon |  |
| --:-- UTC+1                  |       |   |       |  |

| 6 tháng 9 Vòng loại CAN 2025 | Lesotho | v | Maroc |  |
| --:-- UTC+1                  |         |   |       |  |

| 7 tháng 10 Vòng loại CAN 2025 | Maroc | v | Trung Phi |  |
| --:-- UTC+1                   |       |   |           |  |

| 11 tháng 10 Vòng loại CAN 2025 | Trung Phi | v | Maroc |  |
| --:-- UTC+1                    |           |   |       |  |

| 11 tháng 11 Vòng loại CAN 2025 | Gabon | v | Maroc |  |
| --:-- UTC+1                    |       |   |       |  |

| 15 tháng 11 Vòng loại CAN 2025 | Maroc | v | Lesotho |  |
| --:-- UTC+1                    |       |   |         |  |

## Cầu thủ

### Đội hình
Đây là đội hình tham dự CAN 2023.
Số lần khoác áo và số bàn thắng được tính đến ngày 30 tháng 1 năm 2024, sau trận đấu với Nam Phi.
| Số | VT | Cầu thủ                   | Ngày sinh (tuổi)  | Trận | Bàn | Câu lạc bộ          |
| -- | -- | ------------------------- | ----------------- | ---- | --- | ------------------- |
| 1  | TM | Yassine Bounou            | 5 tháng 4, 1991   | 63   | 0   | Al-Hilal            |
| 12 | TM | Munir Mohamedi            | 10 tháng 5, 1989  | 46   | 0   | Al-Wehda            |
| 22 | TM | Mehdi Benabid             | 24 tháng 1, 1998  | 0    | 0   | AS FAR              |
|    |    |                           |                   |      |     |                     |
| 2  | HV | Achraf Hakimi             | 4 tháng 11, 1998  | 73   | 9   | Paris Saint-Germain |
| 3  | HV | Noussair Mazraoui         | 14 tháng 11, 1997 | 28   | 2   | Bayern Munich       |
| 5  | HV | Nayef Aguerd              | 30 tháng 3, 1996  | 39   | 1   | West Ham United     |
| 6  | HV | Romain Saïss (đội trưởng) | 26 tháng 3, 1990  | 82   | 3   | Al-Shabab           |
| 13 | HV | Yunis Abdelhamid          | 28 tháng 7, 1987  | 14   | 0   | Reims               |
| 18 | HV | Abdel Abqar               | 10 tháng 3, 1999  | 0    | 0   | Alavés              |
| 25 | HV | Yahia Attiyat Allah       | 2 tháng 3, 1995   | 17   | 0   | Sochi               |
| 26 | HV | Chadi Riad                | 17 tháng 7, 2003  | 1    | 0   | Real Betis          |
| 27 | HV | Mohamed Chibi             | 21 tháng 1, 1993  | 7    | 1   | Pyramids            |
|    |    |                           |                   |      |     |                     |
| 4  | TV | Sofyan Amrabat            | 21 tháng 8, 1996  | 55   | 0   | Manchester United   |
| 8  | TV | Azzedine Ounahi           | 19 tháng 4, 2000  | 26   | 4   | Marseille           |
| 10 | TV | Amine Harit               | 18 tháng 6, 1997  | 23   | 1   | Marseille           |
| 11 | TV | Ismael Saibari            | 28 tháng 1, 2001  | 6    | 0   | PSV                 |
| 14 | TV | Oussama El Azzouzi        | 29 tháng 5, 2001  | 1    | 0   | Bologna             |
| 15 | TV | Selim Amallah             | 15 tháng 11, 1996 | 37   | 4   | Valencia            |
| 23 | TV | Bilal El Khannous         | 10 tháng 5, 2004  | 10   | 0   | Genk                |
| 24 | TV | Amir Richardson           | 24 tháng 1, 2002  | 4    | 0   | Reims               |
| -- | TV | Brahim Diaz               | 3 tháng 8, 1999   | 0    | 0   | Real Madrid         |
|    |    |                           |                   |      |     |                     |
| 7  | TĐ | Hakim Ziyech              | 19 tháng 3, 1993  | 59   | 22  | Galatasaray         |
| 9  | TĐ | Tarik Tissoudali          | 2 tháng 4, 1993   | 14   | 2   | Gent                |
| 16 | TĐ | Abde Ezzalzouli           | 17 tháng 12, 2001 | 15   | 0   | Real Betis          |
| 17 | TĐ | Sofiane Boufal            | 17 tháng 9, 1993  | 46   | 8   | Al-Rayyan           |
| 19 | TĐ | Youssef En-Nesyri         | 1 tháng 6, 1997   | 69   | 20  | Sevilla             |
| 20 | TĐ | Ayoub El Kaabi            | 25 tháng 6, 1993  | 31   | 10  | Olympiacos          |
| 21 | TĐ | Amine Adli                | 10 tháng 5, 2000  | 8    | 1   | Bayer Leverkusen    |

### Triệu tập gần đây
| Vt | Cầu thủ              | Ngày sinh (tuổi)  | Số trận | Bt | Câu lạc bộ          | Lần cuối triệu tập                    |
| -- | -------------------- | ----------------- | ------- | -- | ------------------- | ------------------------------------- |
| TM | Anas Zniti           | 28 tháng 8, 1988  | 5       | 0  | Raja Casablanca     | 2023 Africa Cup of Nations PRE        |
| TM | Youssef El Motie     | 16 tháng 12, 1994 | 0       | 0  | Wydad Casablanca    | 2023 Africa Cup of Nations PRE        |
| TM | Amine El Ouaad       | 8 tháng 12, 1995  | 0       | 0  | Nahdat Berkane      | 2023 Africa Cup of Nations PRE        |
| TM | Rachid Ghanimi       | 25 tháng 4, 2001  | 0       | 0  | FUS Rabat           | v. Nam Phi, 17 June 2023              |
| TM | Ahmed Reda Tagnaouti | 5 tháng 4, 1996   | 3       | 0  | MAS                 | v. Brasil, 25 March 2023 INJ          |
|    |                      |                   |         |    |                     |                                       |
| HV | Jawad El Yamiq       | 29 tháng 2, 1992  | 18      | 2  | Al-Wehda            | 2023 Africa Cup of Nations PRE        |
| HV | Adam Masina          | 2 tháng 1, 1994   | 16      | 0  | Udinese             | 2023 Africa Cup of Nations PRE        |
| HV | Samy Mmaee           | 8 tháng 9, 1996   | 10      | 0  | Ferencváros         | 2023 Africa Cup of Nations PRE        |
| HV | Achraf Dari          | 6 tháng 5, 1999   | 7       | 1  | Brest               | 2023 Africa Cup of Nations PRE        |
| HV | Hamza El Moussaoui   | 7 tháng 4, 1993   | 6       | 1  | Moghreb Tétouan     | 2023 Africa Cup of Nations PRE        |
| HV | Badr Benoun          | 30 tháng 9, 1993  | 6       | 0  | Qatar SC            | 2023 Africa Cup of Nations PRE        |
| HV | Ayoub El Amloud      | 8 tháng 4, 1994   | 1       | 0  | Wydad Casablanca    | 2023 Africa Cup of Nations PRE        |
| HV | Omar El Hilali       | 12 tháng 9, 2003  | 0       | 0  | Espanyol            | 2023 Africa Cup of Nations PRE        |
| HV | Ismaël Kandouss      | 12 tháng 11, 1997 | 1       | 0  | Gent                | v. Nam Phi, 17 June 2023              |
| HV | Fahd Moufi           | 5 tháng 5, 1996   | 0       | 0  | Hajduk Split        | v. Nam Phi, 17 June 2023              |
| HV | Ayoub Amraoui        | 14 tháng 5, 2004  | 0       | 0  | Nice                | v. Perú, 28 March 2023                |
|    |                      |                   |         |    |                     |                                       |
| TV | Nordin Amrabat       | 31 tháng 3, 1987  | 64      | 7  | AEK Athens          | 2023 Africa Cup of Nations PRE        |
| TV | Ilias Chair          | 30 tháng 10, 1997 | 12      | 1  | Queens Park Rangers | 2023 Africa Cup of Nations PRE        |
| TV | Yahya Jabrane        | 18 tháng 6, 1991  | 8       | 0  | Wydad Casablanca    | 2023 Africa Cup of Nations PRE        |
| TV | Youssef Maleh        | 22 tháng 8, 1998  | 1       | 0  | Empoli              | 2023 Africa Cup of Nations PRE        |
| TV | Yassine Kechta       | 25 tháng 2, 2002  | 0       | 0  | Le Havre            | 2023 Africa Cup of Nations PRE        |
| TV | Ilias Akhomach       | 16 tháng 4, 2004  | 0       | 0  | Villarreal          | 2023 Africa Cup of Nations PRE        |
| TV | Benjamin Bouchouari  | 13 tháng 11, 2001 | 0       | 0  | Saint-Étienne       | 2023 Africa Cup of Nations PRE        |
| TV | Neil El Aynaoui      | 2 tháng 7, 2001   | 0       | 0  | Lens                | 2023 Africa Cup of Nations PRE        |
| TV | Imran Louza          | 1 tháng 5, 1999   | 15      | 2  | Watford             | v. Nam Phi, 17 June 2023              |
| TV | Abdelhamid Sabiri    | 28 tháng 11, 1996 | 11      | 2  | Al-Fayha            | v. Nam Phi, 17 June 2023              |
|    |                      |                   |         |    |                     |                                       |
| TĐ | Abderrazak Hamdallah | 17 tháng 12, 1990 | 24      | 6  | Al-Ittihad          | 2023 Africa Cup of Nations PRE        |
| TĐ | Ryan Mmaee           | 1 tháng 11, 1997  | 12      | 4  | Stoke City          | 2023 Africa Cup of Nations PRE        |
| TĐ | Munir El Haddadi     | 1 tháng 9, 1995   | 11      | 2  | Las Palmas          | 2023 Africa Cup of Nations PRE        |
| TĐ | Walid Cheddira       | 22 tháng 1, 1998  | 6       | 0  | Frosinone           | 2023 Africa Cup of Nations PRE        |
| TĐ | Soufiane Rahimi      | 2 tháng 6, 1996   | 6       | 0  | Al Ain              | 2023 Africa Cup of Nations PRE        |
| TĐ | Mourad Batna         | 27 tháng 6, 1990  | 2       | 0  | Al-Fateh            | 2023 Africa Cup of Nations PRE        |
| TĐ | Sofiane Diop         | 9 tháng 6, 2000   | 0       | 0  | Nice                | 2023 Africa Cup of Nations PRE        |
| TĐ | Ibrahim Salah        | 30 tháng 8, 2001  | 0       | 0  | Rennes              | 2023 Africa Cup of Nations PRE        |
| TĐ | Nabil Alioui         | 18 tháng 2, 1999  | 0       | 0  | Le Havre            | 2023 Africa Cup of Nations PRE        |
| TĐ | Zakaria Aboukhlal    | 18 tháng 2, 2000  | 17      | 3  | Toulouse            | v. Burkina Faso, 12 September 2023INJ |
| TĐ | Oussama Idrissi      | 26 tháng 2, 1996  | 9       | 0  | Pachuca             | v. Nam Phi, 17 June 2023              |
| TĐ | Anass Zaroury        | 7 tháng 11, 2000  | 4       | 0  | Burnley             | v. Nam Phi, 17 June 2023              |

Chú thích
INJ = Vắng mặt do chấn thương

## Kỷ lục
Tính đến 30 tháng 1 năm 2024
Cầu thủ in đậm vẫn còn thi đấu ở đội tuyển quốc gia.

### Thi đấu nhiều nhất

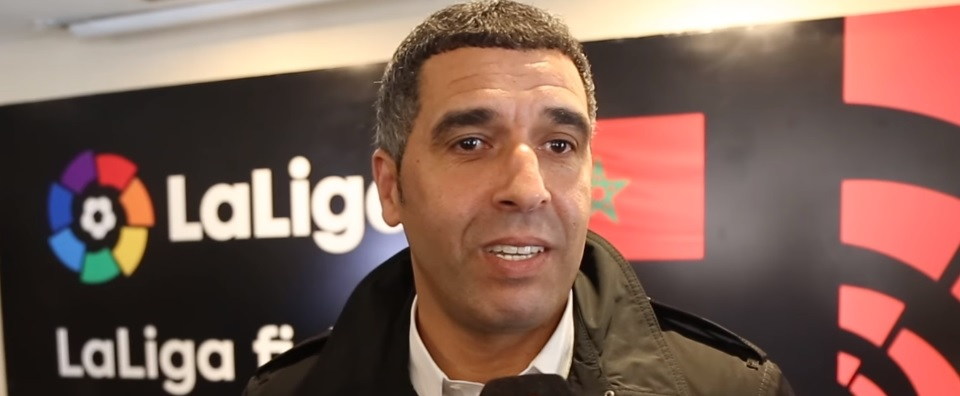
Noureddine Naybet là cầu thủ khoác áo đội tuyển quốc gia nhiều nhất với 115 trận

.
| STT | Cầu thủ               | Số trận | Bàn thắng | Thời gian thi đấu |
| --- | --------------------- | ------- | --------- | ----------------- |
| 1   | Noureddine Naybet     | 115     | 4         | 1990–2006         |
| 2   | Ahmed Faras           | 94      | 36        | 1966–1979         |
| 3   | Romain Saïss          | 82      | 3         | 2012–             |
| 4   | Youssef Safri         | 79      | 8         | 1999–2009         |
| 5   | Houssine Kharja       | 78      | 12        | 2004–2015         |
| 5   | Ezzaki Badou          | 78      | 0         | 1979–1992         |
| 7   | Abdelmajid Dolmy      | 76      | 2         | 1973–1988         |
| 8   | Youssef Chippo        | 73      | 9         | 1996–2006         |
| 8   | Mohamed Hazzaz        | 73      | 0         | 1969–1979         |
| 10  | Abdelkrim El Hadrioui | 72      | 4         | 1992–2001         |

### Ghi nhiều bàn thắng nhất

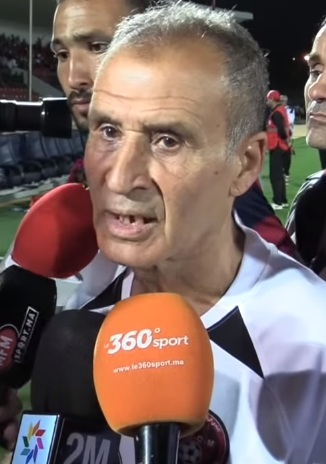
Ahmed Faras là cầu thủ ghi nhiều bàn thắng nhất với 36 bàn.

| STT | Cầu thủ            | Bàn thắng | Số trận | Hiệu suất | Thời gian thi đấu |
| --- | ------------------ | --------- | ------- | --------- | ----------------- |
| 1   | Ahmed Faras        | 36        | 94      | 0.38      | 1966–1979         |
| 2   | Salaheddine Bassir | 27        | 59      | 0.46      | 1994–2002         |
| 3   | Hakim Ziyech       | 22        | 59      | 0.37      | 2015–             |
| 4   | Youssef En-Nesyri  | 20        | 69      | 0.29      | 2016–             |
| 5   | Abdeljalil Hadda   | 19        | 48      | 0.4       | 1995–2002         |
| 6   | Hassan Amcharrat   | 18        | 39      | 0.46      | 1971–1979         |
| 6   | Marouane Chamakh   | 18        | 65      | 0.28      | 2003–2014         |
| 8   | Abdeslam Laghrissi | 17        | 35      | 0.49      | 1984–1995         |
| 9   | Youssef El-Arabi   | 16        | 46      | 0.35      | 2010–             |
| 9   | Youssouf Hadji     | 16        | 64      | 0.25      | 2003–2012         |